# Brachionidium serratum
Brachionidium serratum är en orkidéart som beskrevs av Rudolf Schlechter. Brachionidium serratum ingår i släktet Brachionidium och familjen orkidéer.
Artens utbredningsområde är Peru. Inga underarter finns listade i Catalogue of Life.